# 인천고용센터

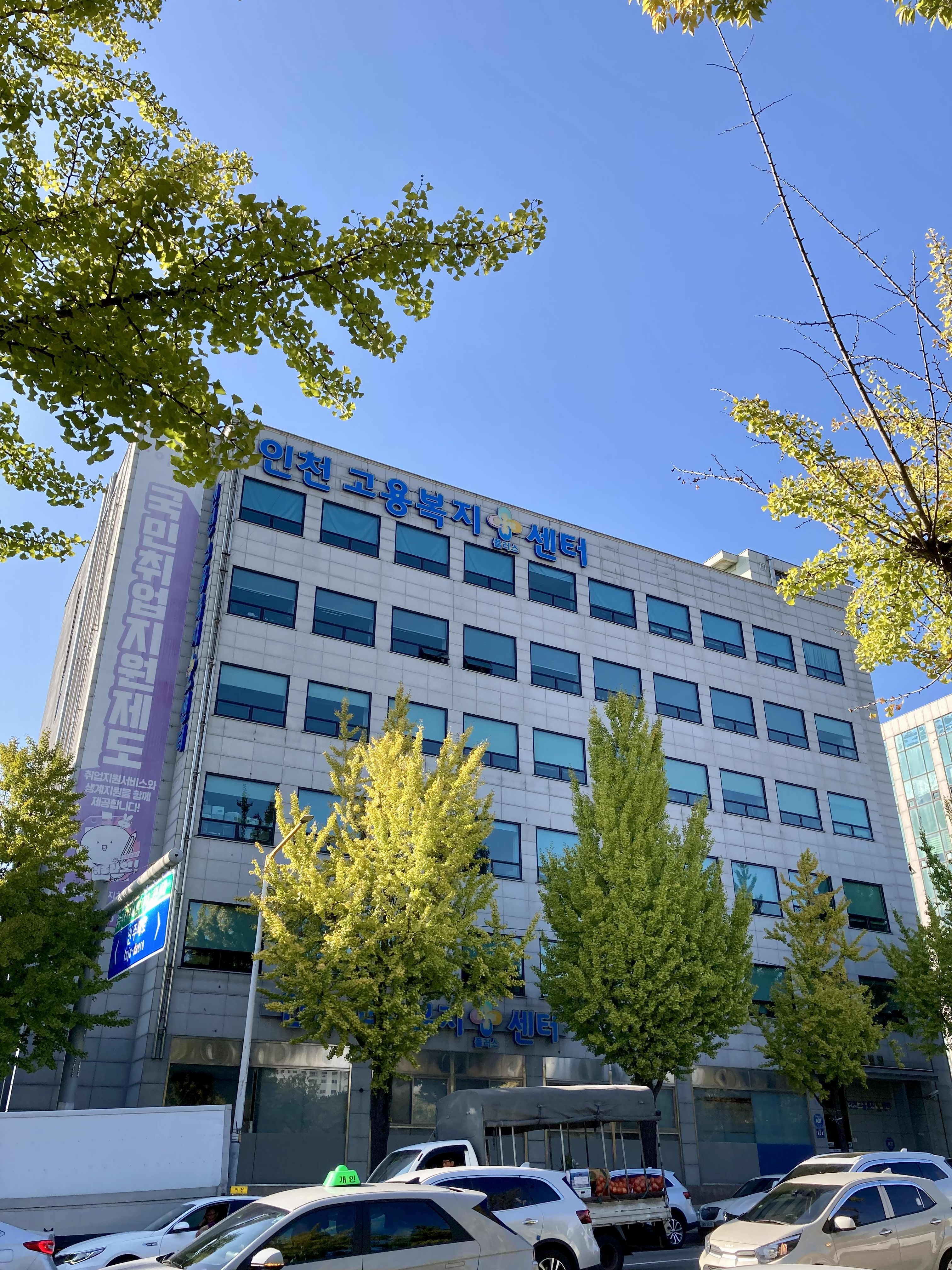
인천고용복지센터(구, 인천고용센터)

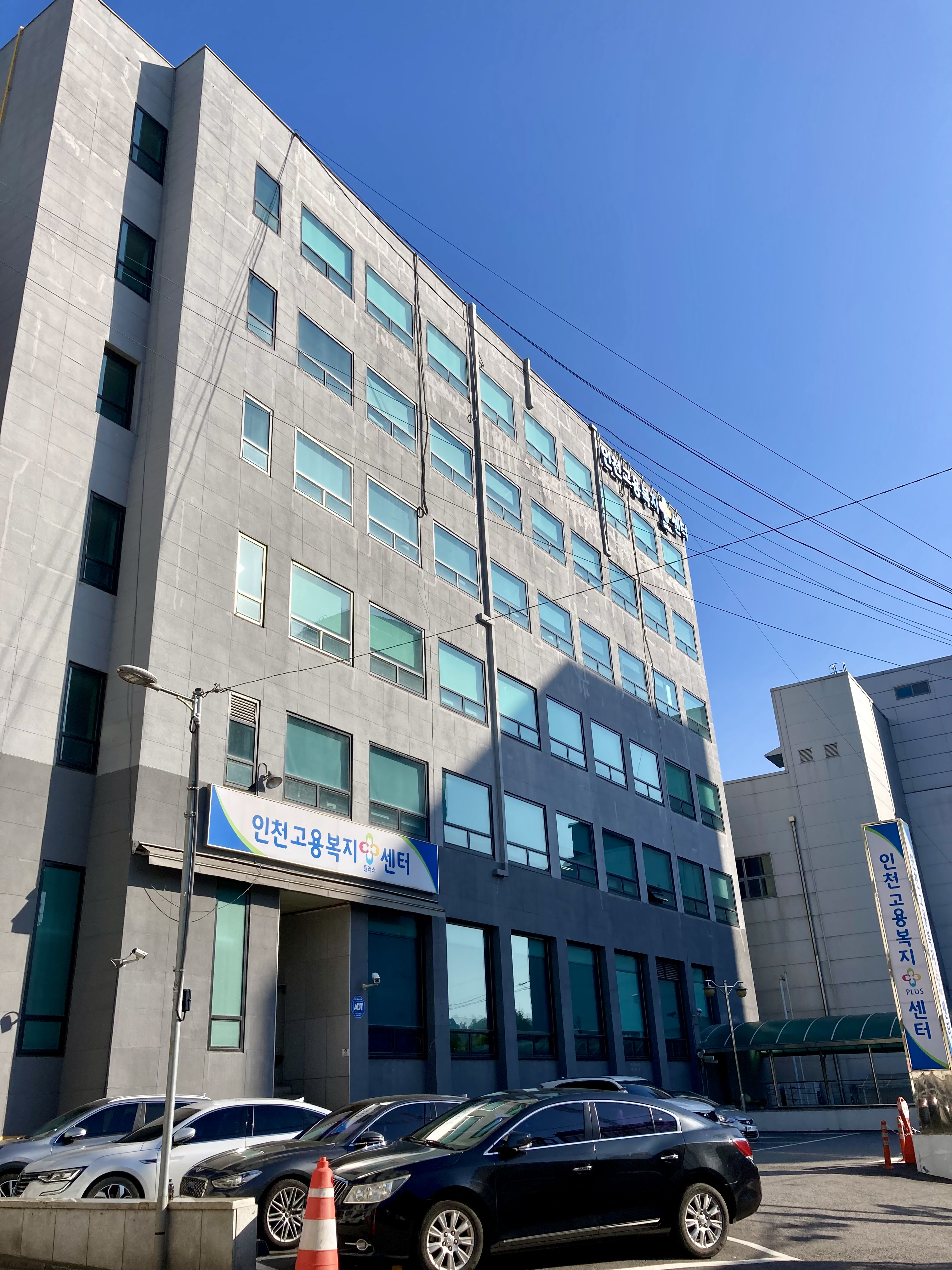
인천고용복지센터 주차장 및 입구

인천고용센터는 구직자들의 구직활동을 도와주기 위해 실업급여 지급과 함께 구인·구직정보 및 상담프로그램 제공, 동행면접, 직업훈련 기회 제공 등을 통해 조속한 취업을 지원하는 대한민국 고용노동부 중부지방고용노동청 소속기관으로 센터소장은 대개 서기관(4급)으로 보한다. 인천광역시 남동구 구월3동 1112번지(문화로 131)에 위치하고 있다.
인천고용복지센터로 간판이 걸려 있다.

## 설립 근거
- 고용센터 운영 규정[2]

## 관할 구역

### 인천광역시 (4구 1군)
- 남동구
- 미추홀구
- 중구
- 동구
- 연수구
- 옹진군

## 조직

### 인천고용센터 소장
- 기획총괄과
- 지역협력과
- 취업지원1과
- 취업지원2과
- 기업지원과
- 직업능력개발과
- 부정수급조사과

## 같이 보기
- 경산고용센터
- 공주고용센터
- 광주고용센터
- 대구고용센터
- 대전고용센터
- 부산고용센터
- 서울고용센터
- 서초고용센터